# Korbin Albert
Korbin Rose Albert, född 13 oktober 2003 i Grayslake, är en amerikansk fotbollsspelare.

## Karriär
Korbin Albert inledde sin seniorkarriär i FC Milwaukee Torrent 2019. Hon har även spelar för Chicago Red Stars och Cleveland Ambassadors. 2023 kontrakterades hon av Paris Saint-Germain Féminines. Hon debuterade i USAs landslag år 2023, och ingick i det amerikanska lag som vid olympiska sommarspelen 2024 i Paris tog guld efter att ha besegrat Brasilien i finalmatchen.